# Шарий Григорій Іванович
Григорій Іванович Шарий (31 липня 1961, село Тимченки, Градизький район, Полтавська область, УРСР (нині Черкаська область, Україна)) — український науковий співробітник, фахівець в області землевпорядкування.
Поет, автор збірок поезій і віршів.

## Біографія
Мати Ольга Дмитрівна — вчитель, батько Іван Григорович — агроном.
У 1983 році закінчив Полтавський сільськогосподарський інститут з відзнакою, за спеціальністю «Економіст-організатор сільськогосподарського виробництва». У 2002 році отримав кваліфікацію інженера-землевпорядника у Харківському Національному аграрному університеті імені В. Докучаєва. У 2006 році закінчив Харківський регіональний інститут Державного управління, кваліфікація: магістр Державного управління. У 2007 році — Міжрегіональну академію управління персоналом за спеціальністю «Правознавство».
З 1983 по 1984 роки проходив військову службу, старший лейтенант запасу.
З 1984 року по 1990 роки працював головним економістом, головою колгоспу в Чутівському районі Полтавської області. У 1989 році обирався Народним депутатом СРСР, депутатом Верховної Ради СРСР. З 1990-92 рр. очолював молодіжний рух на Полтавщині.
З 1992 року, в агропромисловому комплексі області: заступник Генерального директора «Облагропостач», головний спеціаліст Управління сільського господарства, директор «Полтавського сільського торгового дому». З 1998 року по 2012 роки — начальник Головного управління «Держкомзему» у Полтавській області, з 2012 по 2015 роки — перший заступник начальника Держземагенства у Полтавській області.
З 2015 по 2020 роки: завідувач кафедри автомобільних доріг, геодезії, землеустрою та сільських будівель Полтавського національного технічного університету імені Юрія Кондратюка.
У 2020 році став в.о. директора Навчально-наукового інституту архітектури, будівництва та землеустрою.

## Наукова діяльність
У 2010 році присуджено науковий ступінь кандидата наук з державного управління. У 2017 році — ступінь доктора економічних наук.
Автор та співавтор 139 публікацій наукового, науково-методичного та науково-технічного характеру. Серед них 7 навчальних посібників, 2 одноосібних монографії, 8 монографій у співавторстві, зокрема, 1 за кордоном, 69 наукових статей, з-поміж яких — 3 в наукометричних базах Scopus, Web of Science.
Основними напрямами наукових досліджень здобувача є проблеми інституціонального розвитку земельних відносин в Україні та інституціоналізації включення земель в економічний обіг, оцінки земель. Наукові дослідження спрямовані на удосконалення земельних відносин в Україні та державної регуляторної земельної політики.

## Нагороди
Нагороджений нагрудним знаком «Почесний землевпорядник України», Почесними грамотами Обласної ради, обласної державної адміністрації, Держкомзему України, Міністерства Освіти України, Академії наук України.

## Громадська діяльність
2004 до цей час — член Всеукраїнської громадської організації «Ліга оцінювачів земель»;
З 2014 до сьогодні — Голова Полтавського відділення «Спілки землевпорядників України»;
З 2018 дотепер — член редколегії журналу «Землевпорядний вісник»;
З 2023 до сьогодні — Голова Громадської спілки "Полтавське товариство сільського господарства".